# 沃特金斯維爾
沃特金斯維爾（英語：Watkinsville）是一個位於美國喬治亞州奧康尼縣的城市。根據2010年美國人口普查，該地人口為2832人，而該地的面積約為8.30平方千米。同時該地也是奧康尼縣的縣治。

## 地理
沃特金斯維爾的座標為33°51′46″N 83°24′29″W / 33.86278°N 83.40806°W，而該地的平均海拔高度為219米（即719英尺）。